# Brenton Rickard
Brenton Rickard (ur. 19 października 1983 w Brisbane) – australijski pływak specjalizujący się w stylu klasycznym, trzykrotny medalista olimpijski, dwukrotny mistrz świata na długim basenie, mistrz świata na basenie krótkim.
Do największych osiągnięć Rickarda zalicza się zdobycie trzech medali na igrzyskach olimpijskich. W 2008 roku w Pekinie wygrał dwa srebrne medale, na 200 m stylem klasycznym oraz w sztafecie 4 × 100 m stylem zmiennym. W 2012 roku w Londynie wywalczył brązowy medal w wyścigu sztafetowym 4 × 100 m stylem zmiennym (płynął w eliminacjach).
Startując na mistrzostwach świata Australijczyk sześć razy stawał na podium, w tym dwukrotnie zwyciężając. W 2007 roku w Melbourne zajął pierwsze miejsce w sztafecie 4 × 100 m stylem zmiennym, a w 2009 roku wygrał w Rzymie na dystansie 100 m stylem klasycznym, ustanawiając zarazem nowy rekord świata wynikiem 58,58 s.
Na mistrzostwach świata na krótkim basenie Rickard ośmiokrotnie zdobywał medale, w tym jeden złoty w 2006 roku Szanghaju w sztafecie 4 × 100 m stylem zmiennym.

## Rekordy świata
| Data          | Miejsce | Konkurencja             | Rezultat | Status           |
| ------------- | ------- | ----------------------- | -------- | ---------------- |
| 27 lipca 2009 | Rzym    | 100 m stylem klasycznym | 58,58 s  | do 29 lipca 2012 |